# Viișoara (Botoșani megye)
Viișoara település Romániában, Moldvában, Botoșani megyében.

## Fekvése
A DN 15-ös úton, Bistrita és Bisericani közt fekvő település.

## Népessége
| 2011 | 872 |
| 2021 | 724 |

## Híres emberek
- Dimitrie Brândză (1846-1895) botanikus és természettudós, a bukaresti botanikus kert alapítója itt született a településen.